# Typha tichomirovii
Typha tichomirovii är en kaveldunsväxtart som beskrevs av Evgenij Vladimirovich Mavrodiev. Typha tichomirovii ingår i släktet kaveldun, och familjen kaveldunsväxter. Inga underarter finns listade i Catalogue of Life.